# Plevna (Kansas)
Plevna – miasto w Stanach Zjednoczonych, w stanie Kansas, w hrabstwie Reno.